# Ferreira Martins (locutor)
José Ferreira Martins Filho, mais conhecido como Ferreira Martins (Rancharia, 25 de novembro de 1945), é um locutor publicitário brasileiro.

## Carreira
Em 1958, quando tinha 13 anos de idade, um amigo convidou Ferreira para ir com ele à Rádio Difusora de Rancharia, sua cidade natal. O amigo participaria de um teste para locutores na rádio, mas acabou sendo dispensado e o contratado acabou sendo Ferreira, que logo começaria a trabalhar como locutor nas primeiras horas da manhã.
Os pais de Ferreira não concordaram com a sua escolha profissional na época, e o enviaram a um colégio interno em Itapetininga, no interior do Estado, para que concluísse o colegial. Em 1960, volta a Rancharia e assume o emprego na estação de rádio local.
Em 1964, com 18 anos de idade, foi descoberto por Orlando Duarte, jornalista esportivo e conterrâneo seu, que o trouxe para São Paulo. Na capital, ele foi contratado por Wilson Baptista para trabalhar na Rádio Piratininga, PRB-6.
Ferreira apresentava o programa Faça Seu Pedido das 9 às 10h. Uma secretária anotava requisições dos ouvintes, os mantinha na linha até que o locutor entrasse no ar e lhes dirigia o famoso bordão: "Faça seu pedido!". O ouvinte dizia coisas como "Eu gostaria de ouvir 'Scrivi' com Rita Pavone", e a canção era imediatamente executada na programação. À tarde, ele apresentava os programas Você Faz a Parada e Ídolos da Juventude, que o tornaram popular entre o público jovem. Costumava tocar músicas de Johnny Mathis, Johnny Rivers e The Mamas & the Papas no seu programa vespertino, artistas que estão até hoje dentre os seus preferidos.
Depois, seguiu para a Rádio Bandeirantes, fazendo o Programa da Tarde. Esteve na extinta Rede Tupi, tendo sido uma das vozes mais importantes de seus noticiários, entre meados da década de 60 até 1971.
Entre 1972 e 1974, apresentou eventualmente o Jornal Nacional da Rede Globo, ao lado de nomes como Márcia Mendes, Sergio Chapelin e Nelson Motta. Voltou à Rede Tupi em 1974. Apresentou o Grande Jornal, dividindo a bancada com Livio Carneiro, Fausto Rocha e Iris Lettieri até 1978. Saiu para a Rede Bandeirantes e apresentou o então Jornal Bandeirantes, ao lado de Joelmir Beting e Ronaldo Rosas, no qual ficou até a metade da década de 1980. Durante o seu período na Band, também foi locutor na Rádio Bandeirantes, sendo o Primeira Hora seu principal programa.
A partir de 1992, passou a se dedicar de maneira absoluta à publicidade. Foi locutor da campanha presidencial de Fernando Henrique Cardoso em 1994, por cuja locução, segundo informações do mercado publicitário, teria recebido um milhão de reais – informação não confirmada por Ferreira.
Atualmente, empresta sua voz a comerciais de carros, tais como os veiculados pela Hyundai e pela CAOA Chery. Também foi locutor de chamadas especiais da Rede Vanguarda, afiliada da Rede Globo localizada em São José dos Campos.

## Comerciais marcantes
Ao longo de sua abrangente e vitoriosa carreira, foram notáveis seus trabalhos para o Banco Bamerindus, com a presença constante do ator Toni Lopes; para a Ford; para a Volkswagen; para a Seagram; para a Petrobras; para a Brahma; para a Sadia; para a Folha de S.Paulo; para a Bayer; e para o Bradesco.
Na matéria A voz do Brasil, realizada para a revista Istoé Gente, a reportagem informa que Ferreira é considerado o maior locutor do País, e que “não se preocupa com a própria voz, morre de medo de gripe e fatura ao menos R$ 3 mil por 15 minutos de trabalho”.